# Tillie Olsen

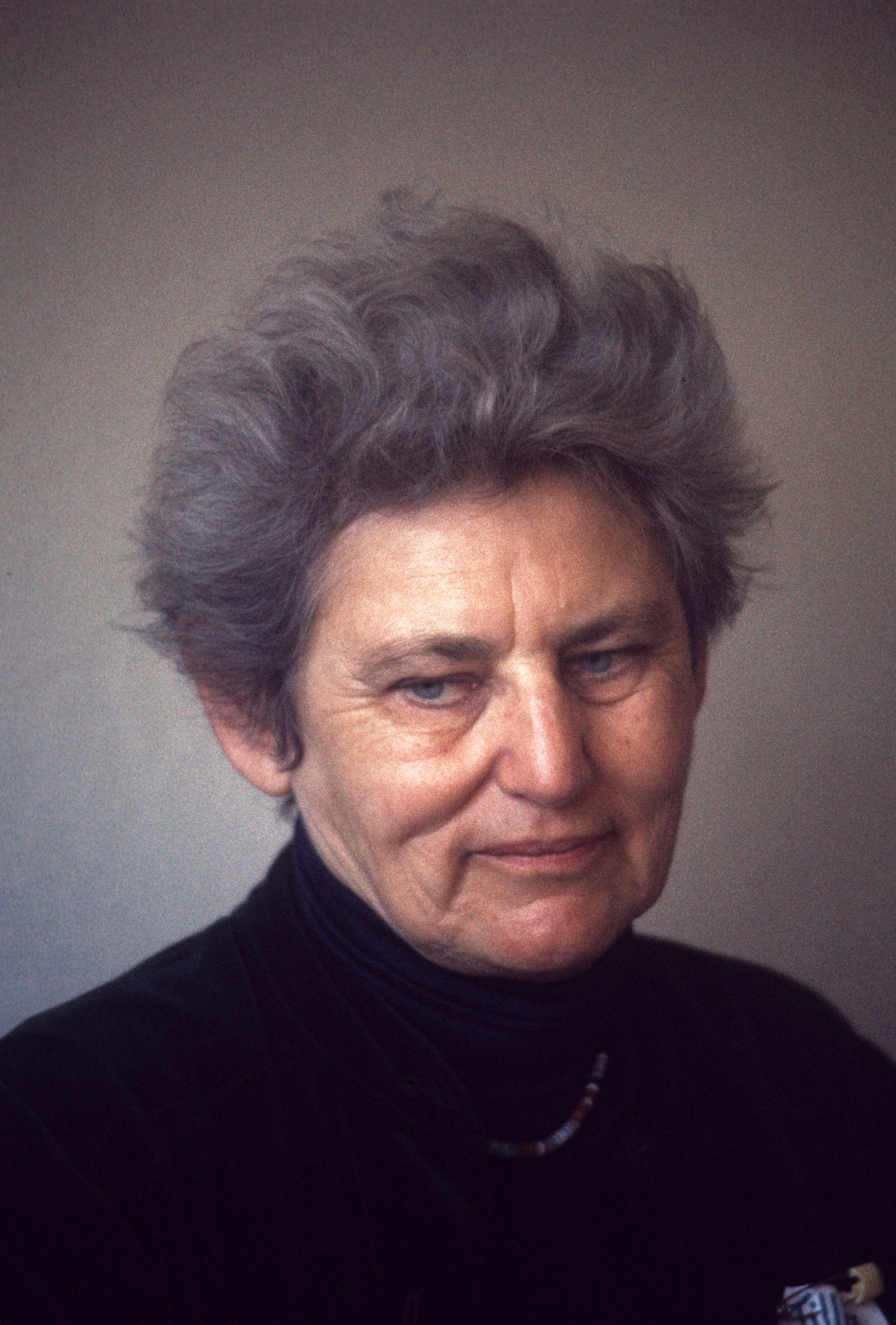
Tillie Olsen, ca 1970–1980.

Tillie Lerner Olsen, född 14 januari 1912 i Wahoo, Nebraska, död 1 januari 2007 i Oakland, Kalifornien, var en amerikansk feministisk författare.
Tillie Olsens föräldrar var judiska invandrare från Ryssland. Hon föddes i Wahoo i Nebraska men växte upp i Omaha i samma delstat. Hon hoppade av gymnasiet och arbetade bland annat som servitris och tjänstekvinna. Hon var också en facklig organisatör och politisk aktivist, och på 1930-talet var hon en kort tid medlem i USA:s kommunistiska parti. 1934 fängslades hon en kortare period för att ha organiserat en fackförening. Hon skrev om denna erfarenhet i The Nation och i Partisan Review.
1961 belönades hon med O. Henry-priset för årets bästa amerikanska novell för titelnovellen i Tell Me A Riddle. Novellsamlingen, som består av fyra noveller, hör numera till lektyren i litteraturundervisningen vid amerikanska universitet.
Silences är en faktabok som handlar bland annat om skrivblockering, speciellt de problem som arbetarförfattare och speciellt kvinnor har med att kunna koncentrera sig i författarskapet.